# Єзловецька Наталя Іванівна
Ната́ля Іва́нівна Єзлове́цька (Лісова) (21 листопада 1983) — українська легкоатлетка, призерка Літніх Паралімпійських ігор. Заслужений майстер спорту України.
Займається легкою атлетикою у Київському регіональному центрі з фізичної культури і спорту інвалідів «Інваспорт».
Дворазова чемпіонка, срібна та бронзова призерка чемпіонату світу 2013 року. Триразова чемпіонка Європи 2013 року. Чемпіонка Глобальних ігор 2015 року. Срібна призерка чемпіонату світу 2015 року.

## Державні нагороди
- Орден княгині Ольги III ст. (4 жовтня 2016) — За досягнення високих спортивних результатів на XV літніх Паралімпійських іграх 2016 року в місті Ріо-де-Жанейро (Федеративна Республіка Бразилія), виявлені мужність, самовідданість та волю до перемоги, утвердження міжнародного авторитету України[1]
- Орден «За мужність» 3-го ступеня (2009)